# Індичий
Індичий (рос. Индычий) — хутір у Петропавловському районі Воронезької області Російської Федерації.
Населення становить 539 осіб. Входить до складу муніципального утворення Староміловатське сільське поселення.

## Історія
Населений пункт розташований у межах суцільної української етнічної території, частини Східної Слобожанщини. До Перших визвольних змагань належав до Воронезької губернії.
Згідно із законом від 15 жовтня 2004 року входить до складу муніципального утворення Староміловатське сільське поселення.

## Населення
| 2010 |
| ---- |
| 539  |